# Algol 68
Algol 68 ist eine Programmiersprache. Ihr Entwurf beruhte auf den Anforderungen, dass sie geeignet sein soll, Algorithmen darzustellen und zu verbreiten, diese effektiv auf einer Vielzahl unterschiedlicher Rechenanlagen auszuführen und um zu helfen, sie Studenten zu lehren.
Die Sprache Algol 68 stellte einen neuen Anlauf dar, beruhte jedoch auf den Erfahrungen mit Algol 60 und den Prinzipien dieser Sprache. Ziel war ein wesentlich breiterer Anwendungsbereich und eine stringentere Sprachdefinition. Die Definition wurde als Report on the Algorithmic Language ALGOL 68 erstmals 1968 veröffentlicht und 1976 im Revised Report grundlegend revidiert.
Der Bericht nennt als Ziele: Vollständigkeit und Klarheit der Beschreibung, Orthogonalität des Entwurfes, Sicherheit, Effizienz.
Im Vergleich zu Algol 60 wurden einige Konzepte vereinheitlicht; neu eingeführt wurde das Konzept eines Namens, ein Wert, der auf andere Werte referenziert, die Möglichkeit zur Definition von Strukturen und anderer Datentypen. Aus der geringeren Akzeptanz von Algol 60 verglichen mit FORTRAN wurde geschlossen, dass eine Definition von Ein- und Ausgabe die Verbreitung fördern könnte.
Kritiker wandten ein, die Sprache habe nicht mehr die Einfachheit von Algol 60 und sei zu schwierig zu implementieren. Konzepte, die in praktisch erfolgreicheren Sprachen wie C++ weitere Verbreitung fanden, wie Überladen von Operatoren, wurden erstmals syntaktisch definiert. Im Unterschied zu Algol 60 ist die Sprache weitestgehend ausdrucksorientiert, daher auch als frühes Beispiel einer funktionalen Programmiersprache anzusehen.
In der Beschreibung der Programmiersprache wurde ein neuartiges Beschreibungsverfahren, die 2-stufige Grammatik, auch Van-Wijngaarden-Grammatik genannt, entwickelt. Diese erlaubte es, alle Kontextbedingungen mit zu formalisieren.
Neu war auch das Konzept PRAGMAT, das Hinweise zur Optimierung für die Compiler erlaubte, ohne die Semantik eines Programms zu ändern, sodass die Programme trotz Optimierung portabel blieben.
Algol 68 wurde von einigen als akademisches Projekt betrachtet, weil längere Zeit brauchbare Compiler fehlten, die den gesamten Sprachstand implementierten.

## Reservierte Symbole
In Algol 68 gibt es folgende reservierten Symbole:
```
mode
, 
op
, 
prio
, 
proc
,

flex
, 
heap
, 
loc
, 
long
, 
ref
, 
short
,

struct
, 
union
,

of
, 
at
, 
is
, 
isnt
, 
true
, 
false
, 
empty
, 
nil
, 
skip
,

co
, 
comment
, 
pr
, 
pragmat
,

case
, 
in
, 
ouse
, 
out
, 
esac
,

for
, 
from
, 
to
, 
by
, 
while
, 
do
, 
od
,

if
, 
then
, 
elif
, 
else
, 
fi

par
, 
begin
, 
end
, 
go
, 
to
, 
goto
, 
exit
.
```

Für einige dieser Symbole gibt es Abkürzungen:
```
p
 
is
 
q
     ↦ 
p
 :=: 
q

r
 
isnt
 
nil
 ↦ 
r
 :/=: ∘

skip
 ↦ ~

at
   ↦ @ 

co
   ↦ ¢

case
 
x
 
in
 
a
, 
b
 
ouse
 
y
 
in
 
c
, 
d
, 
e
 
out
 
f
 
esac
 ↦ ( 
x
 | 
a
, 
b
 |: 
y
 | 
c
, 
d
, 
e
 | 
f
 )

if
 
x
 
then
 
a
 
elif
 
y
 
then
 
b
 
else
 
c
 
fi
         ↦ ( 
x
 | 
a
 |: 
y
 | 
b
 | 
c
 )

begin
 
a
; 
b
; 
c
 
end
                           ↦ ( 
a
; 
b
; 
c
 )
```

Die Bezeichnungen für Modes und Operatoren werden mit dem gleichen Zeichensatz geschrieben wie die reservierten Symbole, sind aber nicht reserviert, sondern können mit einer anderen Bedeutung deklariert werden, die dann innerhalb eines Blocks gilt. Folgende Modes sind ohne explizite Deklaration definiert:
```
bits
, 
bool
, 
bytes
, 
char
, 
compl
, 
int
, 
real
, 
sema
, 
string
, 
void
,

channel
, 
file
, 
format
```

## Compiler-Anweisungen und Kommentare
Compiler-Anweisungen werden in das Programm eingefügt. Sie enthalten typischerweise Hinweise für den Compiler, z. B.:
```
pragmat
 heap=32 
pragmat

pr
 heap=32 
pr
```

Kommentare können auf verschiedene Arten eingefügt werden:
```
¢ Der ursprüngliche Weg einen Kommentar hinzuzufügen (analog der englischen Phrase: Adding your 2 cents) ¢

comment
 "bold" comment 
comment

co
 Kommentar 1. Form 
co

# Kommentar 2. Form #
£ Dieser Kommentar benutzt das hash/pound Zeichen einer UK Tastatur £
```

Normalerweise können Kommentare in Algol 68 nicht geschachtelt werden. Diese Einschränkung kann umgangen werden, indem unterschiedliche Kommentarsymbole verwendet werden (z. B. Der Hash wird nur für kurzzeitiges Löschen verwendet).

## Datentypen
Algol 68 bezeichnet Datentypen als Modes. Die grundlegenden Modes real, int, compl, bool, char, bits, bytes und void können auf verschiedene Weise zu weiteren Modes kombiniert werden. Bezeichnungen der Modes werden u. a. zur Deklaration von Konstanten verwendet, zum Beispiel:
```
int
 n = 2; 
co
 
n ist eine Konstante mit dem Wert 2.
 
co

real
 avogadro = 6.0221415⏨23; 
co
 
Avogadrozahl
 
co

long long real
 pi = 3.14159 26535 89793 23846 26433 83279 50288 41971 69399 37510;

compl
 square root of minus one = 0 ⊥ 1
```

Der Datentyp void umfasst nur einen einzigen Wert, nämlich empty, hat also keinen Informationsgehalt. Damit werden Ausdrücke und Funktionen charakterisiert, die kein verwertbares Ergebnis liefern; so werden die Konzepte Ausdruck und Anweisung vereinheitlicht, ebenso Funktion und Prozedur. Beispiele:
```
exit
;     
¢
 Ausdruck vom Mode 
void
, entspricht der FORTRAN-Anweisung STOP 
¢

print(f); 
¢
 Ausdruck vom Mode 
void
, da print keinen Funktionswert liefert 
¢

7*"8";    
¢
 Ausdruck vom Mode 
string
 mit dem Wert "8888888"               
¢

proc
 (
int
)
int
  doppelt     = (
int
 i)
int
 : i*2;          
¢
 Funktion mit 
int
-Ergebnis 
¢

proc
 (
int
)
void
 wellenlinie = (
int
 n)
void
: print(n*"~"); 
¢
 Prozedur (ohne Ergebnis)  
¢
```

Statt modes wie DOUBLE, beziehungsweise LONG und SHORT, etc. gibt es in Algol 68 Modifizierer. So wird zum Beispiel long real oder long long real statt DOUBLE geschrieben. Typattribute wie small real (kleinster real-Wert, der bei Addition zu 1.0 ein Ergebnis ungleich 1.0 liefert) und max long int (größter darstellbarer long-int-Wert) sind Konstanten, die die Eigenschaften der jeweiligen Implementierung beschreiben; sie werden verwendet, um Programme an verschiedene Implementierungen anzupassen.

## Deklarationen
Alle Bezeichner, etwa für Konstanten, Namen (entspricht Variablen und Pointern in früheren Programmiersprachen) oder Funktionen, müssen vereinbart werden; die Vereinbarung muss nicht vor der ersten Verwendung gemacht werden, aber natürlich ist für deren Sichtbarkeits-Bereich die Blockstruktur zu beachten. Viele Standard-Bezeichner etwa print oder max intsind in einem fiktiven, das gesamte Programm umgebenden, Block deklariert.
Dazu dient einheitlich die sogenannte Äquivalenz-Deklaration, mit der einem Bezeichner eine Bedeutung, bestehend aus Mode und Wert, zugewiesen wird. Beispiele:
```
co
 Konstanten 
co

  
int
  f = 5;               
¢
 der Bezeichner 
f
 bezeichnet nun den 
int
-Wert 5                          
¢

  
real
 z = f/2;             
¢
 der Bezeichner 
z
 bezeichnet nun den 
real
-Wert 2.5                       
¢

  
real
 r = random;          
¢
 der Wert der Konstanten 
r
 wird erst zur Laufzeit des Programms bestimmt 
¢

co
 Variable  
co

  
ref
 
int
 v = 
loc
 
int
;      
¢
 
v
 bezeichnet eine neu deklarierte lokale 
int
-Variable                   
¢

  
ref
 
int
 w = 
loc
 
int
 := f; 
¢
 
w
 bezeichnet eine lokale 
int
-Variable mit Anfangswert 5                 
¢

co
 Funktionen 
co

  
proc
 (
real
)
real
 h = (
real
 x)
real
: x/2; 
¢
 
h
 bezeichnet eine 
real
-Funktion mit 
real
-Parameter         
¢
```

Konstanten, Variable, Pointer und Funktionen können jedoch auch anonym, also ohne Deklaration verwendet werden. Das bietet sich an, wenn man die betreffende Entity nur an einer Stelle im Programm benötigt. Beispiel:
```
¢
 
integral
 sei eine Funktion, die ein 
bestimmtes Integral
 über einer 
real
-Funktion berechnet.   
¢

¢
 Die zu integrierende Funktion kann man entweder namentlich oder anonym an 
integral
 übergeben; 
¢

¢
 die zu integrierende Funktion hat offensichtlich den Mode 
proc
(
real
)
real
                      
¢

print(("Integral x/2    von 0 bis 3 =", integral (h,   0, 3 )));                
¢
 
h
 siehe oben 
¢

print(("Integral sin(x) von 0 bis π =", integral (sin, 0, pi)));                
¢
 
sin
 und 
pi
 sind Standard-Bezeichner 
¢

print(("Integral (2x+1) von 0 bis 1 =", integral ((
real
 x)
real
: 2*x+1, 0, 1))); 
¢
 Anonyme Funktion 
¢
```

Ähnlich wie Bezeichner können Modes und Operatoren deklariert werden. Beispiele:
```
mode
 
rfun
 = 
proc
(
real
)
real
; 
¢
 
rfun
 ist der Mode einer 
real
-Funktion mit 
real
-Parameter 
¢

¢
 Operatoren sind Funktionen in anderer Gestalt; also werden sie wie Funktionen deklariert: 
¢

op
 (
string
,
int
)
string
 * = (
string
 s, 
int
 n)
string
: n*s;
print("/\"*17);             
¢
 im Gültigkeitsbereich der obigen 
op
-Deklaration druckt das dasselbe wie print(17*"/\") 
¢
```

Für einige gängige Äquivalenz-Deklarationen gibt es Abkürzungen. Zum Beispiel:
```
loc
 
int
 v;                           
¢
 statt 
ref
 
int
 v = 
loc
 
int
 – 
int
-Variable 
¢

loc
 
int
 w := f;                      
¢
 statt 
ref
 
int
 w = 
loc
 
int
 := f – 
int
-Variable mit Anfangswert 
¢

int
 w := f;                          
¢
 statt 
ref
 
int
 w = 
loc
 
int
 := f 
¢

proc
 h = (
real
 x)
real
: x/2;          
¢
 statt 
proc
 (
real
)
real
 h = (
real
 x)
real
: x/2 
¢

op
 * = (
string
 s, 
int
 n)
string
: n*s; 
¢
 statt 
op
 (
string
,
int
)
string
 * = (
string
 s, 
int
 n)
string
: n*s 
¢
```

## Hardware-Darstellung
Die Zeichen, mit denen Algol-68-Programme (in Beschreibungen, auch im vorliegenden Wikipedia-Artikel) geschrieben werden, standen 1968 auf keinem Computer zur Verfügung; das gilt insbesondere für die fette Schrift, in der Modes, Operatoren und reservierte Symbole geschrieben werden. Fehlende Operator-Zeichen können durch Wortsymbole ersetzt werden, etwa < durch lt. Aber dann muss immer noch die fette Schrift von der regulären unterschieden werden. Der Report sieht dafür eine Stropping Convention vor. Das Wort Stropping wird sonst nur im Friseur-Handwerk benutzt und bezeichnet das Schärfen des Rasiermessers am Streichriemen.
Die verbreitetste Stropping-Konvention wurde zusammen mit dem Revised Report veröffentlicht. Diese Standard-Hardware-Darstellung unterscheidet drei Stropping-Varianten, die jeweils durch ein Pragmat angekündigt werden. In allen drei Konventionen beendet ein Leerzeichen oder ein anderes Trennzeichen das Wortsymbol.

### Point Stropping
Diese Konvention ist immer aktiv, muss also nicht explizit angekündigt werden. Groß- und Kleinbuchstaben werden nicht unterschieden; Wortsymbole werden durch einen vorangestellten Punkt markiert. Das Hallo-Welt-Programm (süddeutsche Variante)
```
begin
 print(("Grüß Gott!", new line)) 
end
```

kann demnach so geschrieben werden:
```
.BEGIN PRINT(("Grüß Gott!", NEW LINE)) .END
```

### Upper Stropping
Hier werden die Wortsymbole in Versalien geschrieben, Bezeichner dürfen keine Versalien enthalten. Das Hallo-Welt-Programm sieht dann so aus:
```
.PR UPPER .PR
BEGIN print(("Grüß Gott!", new line)) END
```

### Res Stropping
Hier werden 61 reservierte Wörter erkannt, weitere Wortsymbole müssen per Point Stropping markiert werden. Mit Unterstrich werden Bezeichner markiert, die sonst als reserviertes Wort erkannt würden; der Unterstrich kann auch statt des Leerzeichens eingesetzt werden, um einen Bezeichner zu gliedern.  Das Hallo-Welt-Programm sieht dann so aus:
```
.PR RES .PR
BEGIN PRINT(("Grüß Gott!", NEW_LINE)) END
```